# Iranada
Iranada là một chi bướm đêm thuộc họ Erebidae.